# 拉法攻势

拉法攻势是以哈战争以及以色列入侵加沙地帶期間的一場戰役。2024年5月6日，以色列在拉法市及其周边地区發起攻勢。
在以色列进攻拉法之前，拉法境內约有140万来自加沙地带其他地区的巴勒斯坦人。2024年2月，以色列表示打算進攻拉法，目的是消灭拉法境內的哈马斯武装。 5月初，由于停火谈判陷入僵局，以色列決定將正式進攻拉法，而且下令巴勒斯坦人從拉法东部地区撤離。  5月6日，哈马斯表示接受埃及和卡塔尔提出的停火條件，但以色列拒絕停火，以色列表示會繼續進攻哈马斯。
以色列拒绝停火後，就對拉法进發動空袭，同時以色列占领了拉法口岸并将其关闭。 5月14日，以色列國防軍抵達拉法境內人口稠密的地区。以色列方面表示，除非哈马斯被消灭或者所有的以色列人质被释放，否则以色列會繼續在拉法作戰。 5月24日，国际法院要求以色列立即停止进攻拉法 ，但以色列拒絕遵從。5月28日，以色列陆军坦克开进拉法市中心。5月31日，以色列军方首次公开承认正在拉法市中心展开打击行动。以色列国防军表示在拉法市中心发现了哈马斯使用的火箭发射器、隧道网络入口，以及一个武器库，并予以摧毁。
以色列在進攻拉法期間，估计有95万巴勒斯坦人被疏散到其他地區。 截至5月底，以色列在拉法的軍事行動至少造成近210名巴勒斯坦人死亡，280人受伤。當地物资短缺，医院舉步維艱。 除了拉法口岸外，凯雷姆沙洛姆也暂时关闭，這进一步加剧了2023年至今加沙人道主义危机。